# 羅德里格斯營 (加利福尼亞州)
羅德里格斯營（英語：Rodriguez Camp）是位於美國加利福尼亞州圖萊里縣的一個人口普查指定地區。

## 地理
羅德里格斯營的座標為35°48′32″N 119°08′20″W / 35.80889°N 119.13889°W，而該地最高點為海拔高度139米（即456英尺）。

## 人口
根據2010年美國人口普查的數據，羅德里格斯營的面積為0.682平方千米，當中陸地面積為0.682平方千米，而水域面積為0.000平方千米。當地共有人口156人，而人口密度為每平方千米228人。